# Kristina Kristiansen
Kristina "Mulle" Kristiansen (født 13. juli 1989 i Taastrup) er en dansk håndboldspiller, der spiller for danske Nykøbing Falster Håndboldklub i Damehåndboldligaen.

## Håndboldkarriere
I 2013 var hun med til at vinde bronze medaljer ved VM i Serbien. Det var de første medaljer de danske kvinder havde vundet i ni år. Danmark slog Polen i bronzekampen 30-26.
Den 1. marts 2015 blev det offentliggjort at "Mulle" fulgte træner Niels Agesen til Nykøbing Falster Håndboldklub, hvor hun i første omgange skulle spille i tre sæsoner. I denne sæson oplevede håndboldklubben en markant øget tilslutning, der bl.a. blev tilskrevet erhvervelsen af Kristiansen. Hun er siden fortsat i klubben, som hun har vundet flere turneringe rmed heriblandt Damehåndboldligaen og Super Cup begge i 2017 og DHF's Landspokalturnering i 2018.

## Privat
Kristina Kristiansen har tidligere dannet par med landsholdskollega Mette Gravholt og senere den svenske landsholdspiller Nathalie Hagman, som også spillede i Nykøbing Falster Håndboldklub i sæsonen 2016/2017. Hun danner nu par med Louise Vejsager, med hvem hun fik et barn med i juni 2020.

## Meritter

### Klubhold
- Damehåndboldligaen:
  - Guld: 2017
  - Sølv: 2013
  - Bronze: 2015
- DHF's Landspokalturnering
  - Vinder: 2018
- Super Cup:
  - Vinder: 2017
- EHF Cup: 2
  - Vinder: 2013, 2015
  - Sølv: 2011
  - Semifinalist: 2017

### Landshold
- Verdensmesterskabet:
  - Bronze: 2013

## Nomineringer
Vinder af "Årets jubelscene 2013", uddelt den 4. januar 2014.
Vinder af Årets Kvindelige Landsholdsspiller 2012/2013.